# Wisconsin Death Trip
Wisconsin Death Trip — дебютный студийный альбом американской индастриал-метал-группы Static-X, выпущенный 23 марта 1999 года на лейбле Warner Bros. Records. Группа была образована после того, как вокалист Уэйн Статик и барабанщик Кен Джей встретились в Чикаго. После того, как их представил вокалист Smashing Pumpkins Билли Корган, они решили отправиться в Калифорнию, чтобы нанять соло-гитариста и басиста. Оказавшись в Калифорнии, Коити Фукуда присоеденился к группе в качестве гитариста, и вскоре после этого они познакомились с калифорнийцем Тони Кампосом, который пополнил их состав в качестве басиста. В феврале 1998 года группа подписала контракт с лейблом Warner Bros. Records.

## История создания
В начале 1998 года Static-X подписали контракт с Warner Brothers Records и начали запись своего дебютного альбома, в течение трёх месяцев работы вместе со своим продюсером Ульрихом Уайлдом группа создаёт свой альбом и выпускает его 23 марта 1999 года.
На написание альбома группу вдохновила история столетней давности произошедная в маленьком городке штата Висконсин.
Название взято из книги, которую я нашёл на барахолке 15 лет назад
 — объясняет Уэйн Статик.
«Это коллекция фотографий и статей, описывающих жизнь в маленьком городе штата Висконсин. В книге были фотографии младенцев в гробах, сообщения из психиатрических больниц, детали сцен убийств… это невозможно забыть. Книга произвела на меня огромное впечатление»
Wisconsin Death Trip отражает содержимое этой книги.

## Саундтреки
- Песня «Bled for Days», звучит в комедийном фильме ужасов «Невеста Чаки»[6] и в фильме «Универсальный солдат 2: Возвращение»[7].
- Песня «Otsegolation» использовалась в видеоигре PlayStation, Omega Boost.
- Песня «Push It» была включена в Street Skater 2 и Duke Nukem: Land of the Babes, также звучит в игре Rock Band на Xbox 360 и PlayStation 3 и звучит в фильмах «Рука-убийца»[8] и «Крутящий момент».
- Песня «Love Dump» звучит в игре Brütal Legend для PlayStation 3 и Xbox 360 и в фильме «День Святого Валентина»[9].

## Список композиций
| №                   | Название                   | Длительность |
| ------------------- | -------------------------- | ------------ |
| 1.                  | «Push It»                  | 2:34         |
| 2.                  | «I’m with Stupid»          | 3:24         |
| 3.                  | «Bled for Days»            | 3:45         |
| 4.                  | «Love Dump»                | 4:19         |
| 5.                  | «I Am»                     | 2:47         |
| 6.                  | «Otsegolation»             | 3:32         |
| 7.                  | «Stem»                     | 2:54         |
| 8.                  | «Sweat of the Bud»         | 3:30         |
| 9.                  | «Fix»                      | 2:49         |
| 10.                 | «Wisconsin Death Trip»     | 3:09         |
| 11.                 | «The Trance Is The Motion» | 4:50         |
| 12.                 | «December»                 | 6:17         |
| Общая длительность: | Общая длительность:        | 43:55        |

Бонус треки
| №   | Название                 | Длительность |
| --- | ------------------------ | ------------ |
| 13. | «Down (Японская версия)» | 3:15         |

## Чарты

### Альбом
| Год  | Чарт            | Позиция |
| ---- | --------------- | ------- |
| 1999 | Top Heatseekers | 1       |
| 1999 | Billboard 200   | 107     |

### Синглы
| Год  | Сингл             | Чарт                    | Позиция |
| ---- | ----------------- | ----------------------- | ------- |
| 1999 | «Push It»         | Mainstream Rock Tracks  | 20      |
| 1999 | «Push It»         | Modern Rock Tracks      | 36      |
| 1999 | «Bled for Days»   | Mainstream Rock Tracks  | 36      |
| 2000 | «I'm with Stupid» | Mainstream Rock Tracks  | 38      |
| 2000 | «Push It»         | Hot Dance Singles Sales | 5       |

## Участники записи
- Static-X
  - Уэйн Статик — вокал, ритм-гитара, клавиши, программирование
  - Тони Кампос — бас-гитара, бэк-вокал
  - Коити Фукуда — соло-гитара, клавиши, программирование
  - Кен Джей — ударные инструменты
- Ульрих Уайлд — музыкальный продюсер